# Alipurduar
Alipurduar (bengalisch আলিপুরদুয়ার Ālipurduẏār) ist eine Stadt im indischen Bundesstaat Westbengalen. Die Stadt liegt am Ostufer des Kaljani-Flusses am Fuße des Himalaya und gilt als Tor nach Bhutan und den nordöstlichen Bundesstaaten Indiens.
Sie ist der Hauptort des 2013 gegründeten Distrikt Alipurduar. Alipurduar hat den Status einer Municipality. Die Stadt ist in 19 Wards gegliedert.

## Demografie
Die Einwohnerzahl der Stadt liegt laut der Volkszählung von 2011 bei 65.232 und die der Metropolregion bei 126.891. Alipurduar hat ein Geschlechterverhältnis von 969 Frauen pro 1000 Männer und damit einen für Indien üblichen Männerüberschuss. Die Alphabetisierungsrate lag bei 91,0 % im Jahr 2011. Knapp 98 % der Bevölkerung sind Hindus, ca. 2 % sind Muslime und weniger als 1 % gehören einer anderen oder keiner Religion an. 68,4 % der Bevölkerung sind Kinder unter 6 Jahren.